# 西舘健太
西舘 健太（にしだて けんた、1987年8月12日 - ）は、日本の元ラグビー選手。

## プロフィール
- 岩手県出身[1]。
- ポジションはスクラムハーフ(SH)。
- 身長 172cm、体重 85kg
- ニックネームはニシ。

## 略歴
2006年、流経大柏高校卒業後、三菱重工相模原ダイナボアーズに加入。
2007年11月10日に行われたジャパンラグビートップリーグ第3節の神戸製鋼コベルコスティーラーズ戦に途中出場で公式戦初出場を果たす。
2015年、三菱重工相模原ダイナボアーズの主将に就任。
2021年、現役を引退した。